# Hondo (Texas)
Hondo és una població dels Estats Units a l'estat de Texas. Segons el cens del 2000 tenia 7.897 habitants.

## Demografia
Segons el cens del 2000, Hondo tenia 7.897 habitants, 2.207 habitatges, i 1.664 famílies. La densitat de població era de 317,9 habitants/km².
Dels 2.207 habitatges en un 39% hi vivien nens de menys de 18 anys, en un 56,1% hi vivien parelles casades, en un 14% dones solteres, i en un 24,6% no eren unitats familiars. En el 21,3% dels habitatges hi vivien persones soles el 10,7% de les quals corresponia a persones de 65 anys o més que vivien soles. El nombre mitjà de persones vivint en cada habitatge era de 2,91 i el nombre mitjà de persones que vivien en cada família era de 3,38.
Per edats la població es repartia de la següent manera: un 26% tenia menys de 18 anys, un 12% entre 18 i 24, un 33,1% entre 25 i 44, un 16,6% de 45 a 60 i un 12,3% 65 anys o més.
L'edat mediana era de 30 anys. Per cada 100 dones de 18 o més anys hi havia 145,5 homes.
La renda mediana per habitatge era de 27.917 $ i la renda mediana per família de 34.856 $. Els homes tenien una renda mediana de 21.639 $ mentre que les dones 17.868 $. La renda per capita de la població era de 12.635 $. Aproximadament el 18,9% de les famílies i el 22,6% de la població estaven per davall del llindar de pobresa.

## Poblacions properes
El següent diagrama mostra les poblacions més properes.